# Austrogneta
Austrogneta – rodzaj roztoczy z kohorty mechowców i rodziny Autognetidae.
Rodzaj ten został opisany w 1963 roku przez Jánosa Balogha i J. Csiszára. Gatunkiem typowym wyznaczono Austrogneta multipilosa.
Mechowce z długimi costulae, dobrze rozwiniętymi cristae i kompletnym rostrum. Szczeciny notogastralne występują w liczbie 13 par, genitalne 5 lub 6 par, aggenitalne 1 pary, analne 2 par, a adanalne 3 par. Odnóża jednopalczaste.
Rodzaj znany z krainy australijskiej i Argentyny.
Należą tu 2 opisane gatunki:
- Austrogneta multipilosa Balogh et Csiszár, 1963
- Austrogneta quadridentata Hammer, 1966